# 渝宜高速铁路
渝宜高速铁路，即沪渝蓉高速铁路宜昌至涪陵段或沿江高铁宜昌至涪陵段，是一段正在規劃的高速鐵路，預定位于中华人民共和国湖北省和重庆市境内。项目建设的目標包括完善区域路网、改進综合交通体系，及協助武陵山连片贫困地区脱贫。

## 规划概况
渝宜高速铁路东起宜昌北站，向西经长阳、五峰、鹤峰、恩施、利川、石柱、丰都，终至涪陵北站，新建正线长度441.1公里。项目同步推进涪陵北至长寿北段前期工作，长寿北至重庆北近期规划利用渝万城际铁路，远期规划新建重庆北经江北机场至长寿北段。2022年4月，重庆北至长寿北段可研报告完成编制，重庆北至长寿北项目全程71.6公里。
全线拟设宜昌北、宜昌东、长阳、五峰西、鹤峰、恩施南、利川南、石柱北、丰都、涪陵北等10个车站。由于沿线地质复杂，本段是沪渝蓉高铁建设难度最大的区段，预计将在2023年底前开工，建设工期或将达6年。在渝宜段建成通车前，上海至川渝方向将要借道郑渝高速铁路和成达万高速铁路。预计2028年建成后，成都、重庆至上海运营里程将分别缩短为1898、1594公里，重庆至上海旅行时间进一步缩减至5.3小时。

## 建設計劃
2018年7月17日，推动长江经济带发展领导小组发布《推动长江经济带沿江高铁通道建设实施方案》，正式规划沿江高铁通道，渝宜高速铁路作为关键区段列入八纵八横高速铁路主通道，是沿江通道建设“三步走”方案的第三阶段目标。
2020年4月7日，国铁集团新建宜昌至涪陵铁路勘察设计招标，项目前期研究工作正式启动。12月20日，负责推进沿江通道建设并管辖相关线路的长江沿岸铁路集团股份有限公司在武汉成立。
2021年3月25日，国铁集团在宜昌市召开了沪渝蓉高铁宜昌至涪陵段预可研审查会。
2022年10月19日，沪渝蓉高速铁路宜昌至涪陵段五峰（不含）至恩施南（含）段社会稳定风险评估征询意见公示。
2023年10月17日，沪渝蓉高速铁路宜昌至涪陵段首次环境影响评价信息公开。12月29日，宜昌至涪陵段举行开工动员活动。年内，渝宜高铁可研获批。